# Portugal International 1987
Die Portugal International 1987 fanden in Aldeia de Paio Pires statt. Es war die 22. Auflage dieser internationalen Titelkämpfe von Portugal im Badminton.

## Titelträger
| Disziplin    | Sieger                      |
| ------------ | --------------------------- |
| Herreneinzel | Peter Patel                 |
| Dameneinzel  | Pernille Dupont             |
| Herrendoppel | David Eddy Elliot Stuart    |
| Damendoppel  | Pernille Dupont Lotte Olsen |
| Mixed        | José Nascimento Lotte Olsen |

## Finalresultate
| Disziplin    | Sieger                      | Finalist                             | Ergebnis         |
| ------------ | --------------------------- | ------------------------------------ | ---------------- |
| Herreneinzel | Peter Patel                 | José Brandão                         | 15–6, 15–7       |
| Dameneinzel  | Pernille Dupont             | Lotte Olsen                          | 7–11, 11–1, 11–6 |
| Herrendoppel | David Eddy Elliot Stuart    | N. Clinton N. Pettman                | 15–4, 15–4       |
| Damendoppel  | Pernille Dupont Lotte Olsen | Lillian Johannsson Anneli Johannsson | 15–2, 15–7       |
| Mixed        | José Nascimento Lotte Olsen | A. Choudhury Pernille Dupont         | 15–7, 15–8       |